# Martigny (Suïssa)
Martigny és un municipi i ciutat de Suïssa, al cantó del Valais, situat al districte de Martigny.

## Geografia
Està situada a la riba del Roine, en un encreuament de rutes amb el Gran Sant Bernat per un costat i el coll de Simplon. Martigny és la quarta ciutat del cantó després de Sion, Sierre i Monthey.

## Història
Castell celta de la tribu dels Veragres, tenia el nom d'Octodurus. El nom és d'origen celta i se n'ha suggerit la traducció "Vuit portes" (* duron = porta?). El 57 aC, durant la Guerra de les Gàl·lies, Juli Cèsar va enviar contra els nantuats, veragris i seduns a Servi Sulpici Galba, però la Legió XII Fulminata va haver d'abandonar Octodurus on havia de passar l'hivern, per la pressió enemiga fins al territori dels al·lòbroges. Finalment el territori fou incorporat a la República Romana. L'emperador Claudi hi va fundar el 47 una ciutat romana, el Forum Claudii Agusti, que va canviar de nom a Forum Claudii Vallensium per evitar la confusió amb la ciutat d'Aime, que tenia el mateix nom i era la capital dels Alps.
Martigny fou la capital de la regió fins que el bisbat es va desplaçar a la ciutat de Sion al segle vi.

## Política i administració
L'executiu del municipi (consell municipal) és compost de nou membres elegits cada quatre anys. La presidenta (alcaldessa) és Anne-Laure Couchepin Vouilloz (PLR).
El legislatiu (consell general) és compost de 60 membres elegits cada quatre anys.

## Economia
En el sector primari hi ha diferents plantacions d'albercocs i vinyes en els vessants abruptes del riu Dranse, afluent del Roine, al costat oest de la vila. En el sector secundari cal destacar la destil·leria de Williamine un tipus d'aiguardent. Del sector terciari destaquen les activitats turístiques i comercial, l'activitat administrativa és lleu. Martigny també compta amb un centre de recerca informàtica, l'IDIAP (Institut Dalle Molle d'Intelligence Artificielle Perceptive).

## Cultura i patrimoni
A més de les nombroses ruïnes romanes, entre les quals cal destacar l'amfiteatre o les arenes en bon estat de conservació, la ciutat també té un important museu, la Fondation Gianadda de ressò internacional. A més compta amb un castell de Bâtiaz, del segle xiii i el pont cobert de la Bâtiaz (el darrer pont cobert i transitable en fusta del Valais).